# Rumex cristatus
Rumex cristatus är en slideväxtart som beskrevs av Dc.. Rumex cristatus ingår i släktet skräppor, och familjen slideväxter.

## Underarter
Arten delas in i följande underarter:
- R. c. cristatus
- R. c. kerneri